# دون جاكسون
دون جاكسون (بالإنجليزية: Don Jackson)‏ هو لاعب هوكي الجليد أمريكي، ولد في 2 سبتمبر 1956 في منيابولس في الولايات المتحدة.

## وصلات خارجية
- دون جاكسون على موقع دوري الهوكي الوطني (الإنجليزية)
- دون جاكسون على موقع قاعة مشاهير الهوكي (لاعب أن.إتش.أل) (الإنجليزية)
- دون جاكسون على موقع EliteProspects.com (الإنجليزية)
- دون جاكسون على موقع Eurohockey.com (الإنجليزية)
- دون جاكسون على موقع HockeyDB.com (الإنجليزية)
- دون جاكسون على موقع Hockey-Reference.com (الإنجليزية)